# John A. Baker
Pour les articles homonymes, voir John Baker et Baker.
Ne doit pas être confondu avec J. A. Baker.
John Adam Baker (1914-1969) était un écrivain et journaliste irlandais, notamment connu pour ses ouvrages L'Océan capitaliste et L'Avènement d'un suicide économique.
Né à Londres en 1914, il grandit en Irlande (pays) (d'abord à Dublin, puis à Cork). Il émigra aux États-Unis lors de son 6e anniversaire. Il fit ses études à l'Université de New York puis fut embauché comme stagiaire au Daily Telegraph. Il fut engagé en 1938 comme correspondant par le Limmerick Reader de New York. Il voyagea ainsi à travers tout le pays pendant plus de 20 ans à la recherche de la vérité. Il fut notamment correspondant pour l'affaire du Dahlia noir à Los Angeles en 1947.
John A. Baker a travaillé avec de célèbres reporters comme Fergal Stone et Perry White. Il mourut en 1969 lors d'une fusillade dans le centre de Chicago visant le gouverneur de l'Illinois qu'il avait interviewé quelques heures plus tôt. Sa dépouille fut ramenée en Irlande puis inhumée dans le cimetière de Ashtone à Dublin, aux côtés d'Oscar Wilde.